# 343412 de Boer
343412 de Boer este o planetă minoră (asteroid), cu un diametru de 3,288 km, din centura de asteroizi. A fost descoperită pe 13 februarie 2010 la Haleakalā Observatory⁠(d) de . 
Obiectul prezintă o orbită caracterizată de o semiaxă mare de 2,9498721671622 UAi, o excentricitate de 0,13595449436481, o înclinație de 17,176340756367 ° în raport cu ecliptica.